# Upplands runinskrifter 389
Upplands runinskrifter 389 är en runsten i Sigtuna och Sigtuna kommun i Uppland. Stenen påträffades inmurad i en källare nära Sankt Lars kyrkoruin. Den är nu placerad längs Stora gatan, utanför Sigtuna museum.

## Inskrift
Translitterering av runraden:
kilauh · auk · usi · þau · litu · raisa ... · þina · e-tʀ ----(a) sun arna
Normalisering till runsvenska:
Gillaug ok Ysi(?) þau letu ræisa [stæin] þenna æ[f]tiʀ ..., sun Arna.
Översättning till nusvenska:
Gillör och Usi lät resa denna sten efter... Arnes son.
Textens Usi som troligen är ett mansnamn har inte kunnat tolkas. Namnet på den döde som varit skrivet på en skadad del av stenen har dock gått förlorad.